# North Providence
North Providence es un municipio (town) ubicado en el condado de Providence en el estado estadounidense de Rhode Island. Fue fundada en 1636 y establecida como municipio en 1765, y tiene una destacada historia agrícola e industrial: Slater Mill, la fábrica textil considerada la cuna de la Revolución Industrial en los Estados Unidos, fue fundada en 1793 en predios que en aquella época pertenecían a North Providence (transferidos en 1874 al vecino municipio de Pawtucket).
Hoy en día, North Providence es un suburbio residencial de la capital estatal, Providence. En el año 2014 tenía una población estimada de 32 366 habitantes, siendo el noveno municipio más poblado de Rhode Island. En área es el más pequeño de los municipios de Rhode Island con categoría town, aunque su forma de gobierno (con alcalde elegido de manera directa) y su alta densidad poblacional de 2 157,7 personas por km² corresponden más bien a los de una ciudad (city).

## Geografía
North Providence se encuentra ubicado en las coordenadas 41°51′36″N 71°27′23″O / 41.86000, -71.45639. Según la Oficina del Censo, el municipio tiene un área total de 15 km² (5,8 mi²), de la cual 14,7 km² (5,7 mi²) es tierra y 0,3 km² (0,1 mi²) (2.07%) es agua.
Los dos principales cursos de agua son el río Woonasquatucket, que marca el límite occidental del municipio y lo separa de Johnston, y el río West, que corre de noroeste a sureste junto a la Avenida Douglas (Ruta 7) y desemboca en el Moshassuck en Providence. Ambos ríos han sido los ejes industriales de North Providence durante dos siglos, como atestiguan numerosas represas en sus recorridos: Greystone, Allendale y Lyman en el Woonasquatucket, y Wenscott y Geneva en el West.
Municipios limítrofes con North Providence:
|                 | Norte: Smithfield, Lincoln |                 |
| Oeste: Johnston |                            | Este: Pawtucket |
|                 | Sur: Providence            |                 |

## Demografía
North Providence es el noveno municipio más poblado de Rhode Island y el sexto más poblado del condado de Providence. Según estimaciones de la Oficina del Censo, su población en julio de 2014 es de 32 366 habitantes, que representa 5,12% de la población del condado de Providence y 3,06% del total de Rhode Island. Esta población estimada corresponde a un crecimiento del 0,87% por sobre la reportada en el censo de 2010 (32 084 habitantes).
En 2010 los ingresos medios por hogar en la localidad eran de $39,721, y los ingresos medios por familia eran $51,655. Los hombres tenían unos ingresos medios de $36,624 frente a los $27,854 para las mujeres. La renta per cápita para la localidad era de $23,589. Alrededor del 8.1% de la población estaban por debajo del umbral de pobreza.